# Alphonse Voho Sahi
Alphonse Voho Sahi (* 15. Juni 1958 in Gueyede) ist ein ivorischer Politiker (FPI).

## Leben
Sahi besuchte die Universität von Burgund, wo er 1982 das Diplom (Mémoire de maîtrise) und 1985 den Doktor in Philosophie erlangte. Er arbeitete von 1989 bis 1995 unter Pseudonymen wie Olivier Guéi Konan für verschiedene ivorische Zeitungen und veröffentlichte mehrere Bücher, unter anderem „Une chronique de la révolution démocratique en Côte d'Ivoire“ (2005). Zeitweilig war er Autor der Reden des Präsidenten Laurent Gbagbo. Er lehrte Philosophie an der Universität von Abidjan-Cocody.
Sahi ist Mitglied der Partei Front Populaire Ivoirien, deren Generalsekretariat er angehörte. Er war im Kabinett des Präsidenten als Sonderberater für kulturelle Angelegenheiten und Bildung tätig. Ab 2001 saß er als ständiger Vertreter im Conseil permanent de la Francophonie. Während der Regierungskrise 2010/2011 war Sahi vom 5. Dezember 2010 bis 11. April 2011 Kulturminister in der Regierung Aké N’Gbo. Als Mitglied der Regierung Aké N'Gbo war er ab 11. Januar 2011 von Sanktionen der Europäischen Union betroffen. So durfte er nicht in die EU einreisen und seine Gelder wurden eingefroren. Nach Auflösung der Regierung hielt er sich im Exil in Burkina Faso und Togo auf, bevor er im Februar 2014 an die Elfenbeinküste zurückkehrte.
Im Oktober 2019 wurde Sahi zum ivorischen Botschafter in Algerien ernannt. Im September 2020 überreichte er dem algerischen Präsidenten Abdelmadjid Tebboune sein Beglaubigungsschreiben.